# Station Villeperdue
Station Villeperdue is een spoorwegstation in de Franse gemeente Villeperdue.